# Laval-en-Laonnois

Laval-en-Laonnois este o comună în departamentul Aisne din nordul Franței. În 1 ianuarie 2022 avea o populație de 248 de locuitori.